# Sting (pankrátor)
Steve Borden, ismertebb ring nevén Sting (Omaha, Nebraska, 1959. március 20.) amerikai pankrátor aki jelenleg a WWE kötelékébe tartozik. Sting a már megszűnt World Championship Wrestling (WCW), arca volt amely az egyik legnépszerűbb pankrátor szervezet volt az 1990-es években. A WCW 2001-es megszűnése után 2003-tól 11 évig Total Nonstop Action Wrestling (TNA) alkalmazottja volt. Több mint 30 éves karrierje alatt Sting az egyik legnépszerűbb pankrátorrá vált a történelemben.
Sting a pályafutása alatt 25 bajnoki címet szerzett. Korábbi riválisa Hulk Hogan megjegyezte: "Amikor minden idők legjobb 10-jéről beszélünk, meg kell említenünk Stinget is."

## Gyermekkora
Borden a nebraskai Omahában született és Dél-Kaliforniában nőtt fel. Amerikaifocival és kosárlabdával foglalkozó középiskolába járt, később belevágott a testépítésbe is. A társtulajdonosa volt a Gold's Gym egészségügyi klubjának. Nem mutatott érdeklődést a pankráció iránt, de amikor elment egy World Wrestling Federation (WWF) által tartott eseményre a Kaliforniai Los Angelesben, eldöntötte, hogy pankrátor lesz.

## Pankrátori pályafutása
Sting a pankrátor karrierjét a CWA és UWF szervezeteknél kezdte, ahol Jim Hellwig-el a későbbi Ultimate Warriorr-al alkotott egy csapatot Blade Runners néven.

### World Championship Wrestling (1987-2001)
A két pankrátor útja külön vált. Warrior a WWF-be igazolt, míg Sting a Jim Crocett Promotion-be, amely 1988-ba WCW (World Championship Wrestling) névre váltott. Tehát Sting 14 éves WCW karrierje 1987-ben kezdődött, ahol kezdetekben egy festett arcú, színes ruhákat hordó, szőke, izmos face pankrátor szerepet játszott, amit Surfer karakterként neveznek. Itt legfőbb ellenfele Ric Flair volt, amely viszály által Sting nagy névvé vált a szervezetben. Egy rövid ideig Ric oldalán állt, amikor csatlakozott a Four Horsemanhez. A formációból 1990-ben vált ki, néhány hónap után. Sting a Great Amercan Bashen legyőzte Ric Flair-t és NWA Nehézsúlyú Világbajnok lett. Ezután Sid Vicius volt a nagyobb ellenfele, azonban megvédte az övet. 

Szőke pankrátorunk első bajnoki regnálása 1991 januárjában ért véget, legyőzője Ric flair volt. Ekkor a WCW elszakadt az NWA-től és létrehozták a WCW Nehézsúlyú Világbajnoki címet. Egy rövid ideig legjobb barátjával Lex Luger-el alkotott egy csapatot. Augusztusban legyőzte Steve Austin-t (a későbbi Stone Cold-ot) és WCW United States Bajnok lett. Az övet 86 nap után vesztette el Rick Rude a Clash of the Champions XVII-en. 1992. február 29.-én megnyerte élete első WCW Nehézsúlyú Világbajnoki címét, Lex Lugert legyőzve a SuperBrawl II-n. Eközben Paul Heyman Dangerous Allience-ével viszálykodott. Ezután Big Van Vader lett az ellenfele, az első meccsükön sikeresen megvédte az övet, azonban a visszavágón kikapott. 1993-ban a Sting Vader viszály folytatódott. Március 11-én ismét Nehézsúlyú világbajnok lett, azonban hat nap múlva Vader visszanyerte tőle az aranyat. 1994-ben kétszer megnyerte a WCW International World Heavyweight Championship-et. A WCW 1994-ben leigazolta Hulk Hogan-t, majd 1995-ben útjára indította a Monday Nitro-t. Hogan érkeztével Sting népszerűsége nem apadt. Ebben az évben Meng-t legyőzve címét United States bajnok lett.

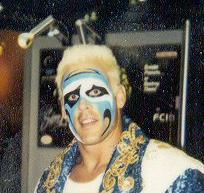
Sting az ő surfer karakterével

#### Megváltozott karakter

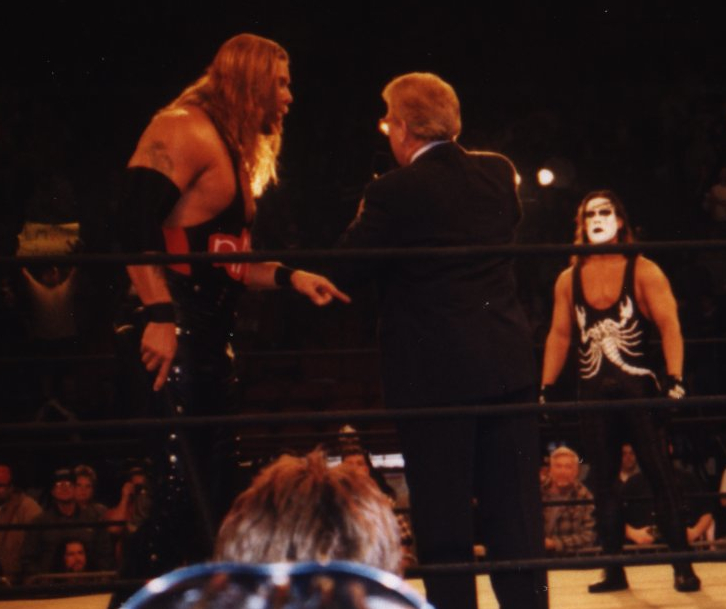
Sting (jobbra)a drasztikusan megváltozott külsejében.

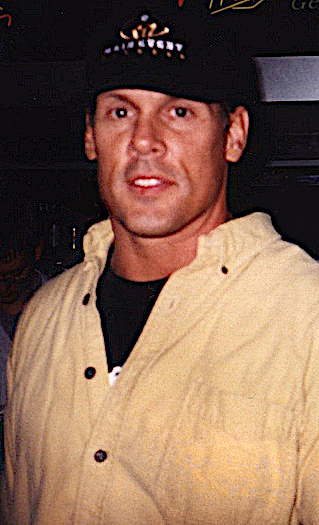
Borden, arc festés nélkül 1998-ban

1996-ban Steve lecserélte rövid szőke haját hosszú barnára. Ebben az évben a WCW-ba igazolt Scott Hall és Kevin Nash, akik Hulk Hogan-nel megalapították az NWO (New World Order)-t a Bash at Beach gálán. Hogan-ből Hollywood Hogan lett és az NWO vezetőjeként szinte legyőzhetetlen bajnok volt. Ez a csoport úgy működött, mint egy szervezet akik el akarják pusztítani az WCW-t. Az egyetlen személy aki megmenthette a szervezetet, az Sting volt. Aki teljesen megváltoztatta karakterét, arc festése fekete fehérré változott, ruháját feketére cserélte. Innentől kezdve egy sötét, titokzatos, néma emberré vált. Közel másfél évig nem szólalt meg semmilyen WCW eseményen. Másfél évig meccse sem volt és nem is edzett. Néha megjelent a Nitro-kon és fentről nézte, hogy mi történik, vagy rátámadt az NWO tagjaira. 1998-ban beállt a Wolfpack-be, ahol piros-fekete arc festése lett, de megsérült. Sérülése után eltűnt a főbb eseményekről, egyedül a Bret Hart elleni mérkőzése volt értékelhető.

#### Utolsó WCW évek (1999-2001)
1999-ben visszatért és azóta egy rövid időszakot kivéve, a karaktere olyan volt mint napjainkban. Ekkor az NWO sztori már haldoklott, így Sting nem is került velük egy oldalra. Az április 26.-ai Nitron Sting megnyerte a WCW Nehézsúlyú Világbajnoki címet DDP-t legyőzve, azonban még az este folyamán elvesztette azt, egy four-way meccsen. Az övet Diamond Dallas Page nyerte vissza. Ennek köszönhetően Sting nevéhez fűződik a legrövidebb bajnoki regnálás a WCW-ban. Hamarosan WCW öv többször is kezet cserélt, majd a face Hogan-hez került. Hulk visszatért eredeti karakteréhez, amelyet ekkor már három éve nem használt. A Fall Brawl-n Sting Lex Luger segítségével legyőzte Hulk Hogan-t és Heel Turn-t. Sting elfogadta Goldberg kihívását, akitől kikapott és úgy tűnt, elvesztette az övet. Másnap kiderült, hogy Goldberg nem lett Bajnok és Goldberg-től elvették az övet. Ez volt az utolsó bajnoki regnálása a WCW-ban. 2000-ben az újonc Vampiro volt a főbb ellenfele. 2000 novemberétől pihenőre ment. Miután World Wrestling Federation (WWF, napjainkban WWE) felvásárolta a WCW-t, 2001 márciusában, a WCW Monday Nitro utolsó epizódjának, utolsó mérkőzése Sting és az ő régi riválisa, Ric Flair között zajlott.

### World Wrestling All-Stars (2002–2003)
A szerződése lejártát követően WCW anyavállalatával, az AOL Time Warner-l. 2002 márciusában Sting megbeszélést folytatott a WWF-el, de végül nem csatlakozott a szervezethez. Nemzetközi turnékon vett részt a World Wrestling All-Stars-al (WWA) ahol megnyerte a WWA World Heavyweight Championship-et. Mielőtt csatlakozott az akkortájt feltörekvő Total Nonstop Action Wrestling (TNA) szervezethez 2003-ban. Az ezt követő 11 évben megnyerte egyszer az NWA World Heavyweight Championship-t, valamint négyszer TNA World Heavyweight Championship-t és 2012-ben beiktatták TNA Hall of Fame-be.

### Total Nonstop Action Wrestling
A TNA-s karrierje talán még zsúfoltabb volt mint a WCW-s, rengeteg emberrel mérkőzött meg és viszálykodott. Stingnek is köszönhetően felkerült a TNA a pankráció térképére és második számú szervezetté vált. TNA-ben egy rövid ideig Joker szerepet játszott.

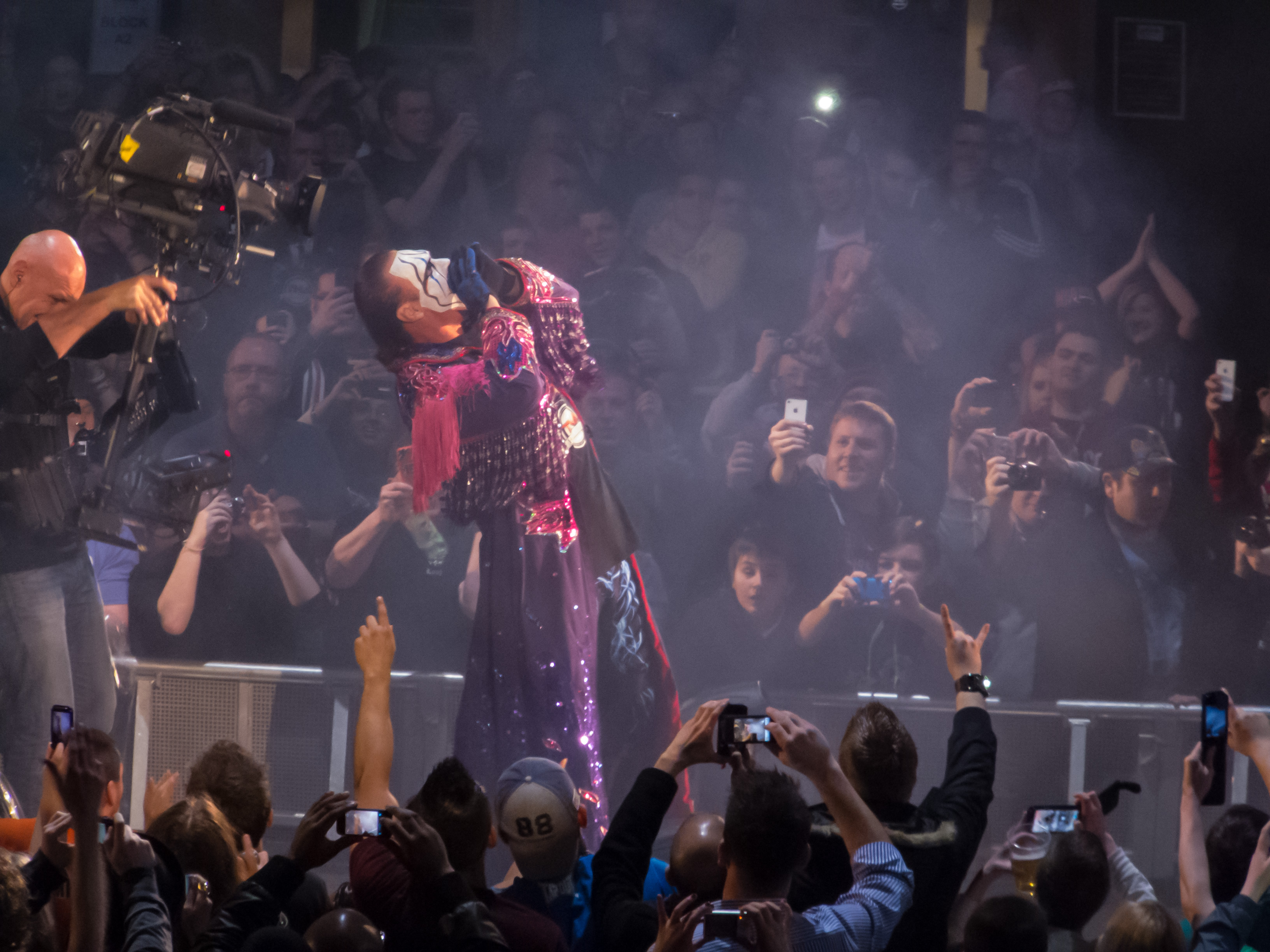
Sting 2013 Januárjában.

### WWE (2014–)

#### Debütálása és a The Authority-val való rivalizálás
Sting végül 2014-ben igazolt a WWE-be. Első alkalommal a Survivor Series-en lépett a ringbe, ahol megtámadta Triple H-t és segített John Cena csapatának. Az első WWE mérkőzésére a WrestleMania 31-en került sor Triple H ellen. Az ezt követő évben, ahol vereséget szenvedett. Utoljára a Night of Champions gálán szerepelt, ahol nyaksérülést szenvedett a Seth Rollins elleni meccs közben. 2016-ban beiktatták Sting-et a WWE Hall of Fame-be. A ceremónián Sting hivatalosan is bejelentette a visszavonulását a pankrációtól. Ezután egy szegmens erejéig a WrestleMania 32-n is láthattuk.

### Magánélete
Sting 1998-ban újjászületett, keresztény lett. Azután, hogy változtatott felfordult életén, ugyanis akkortájt megcsalta feleségét és előszeretettel nyúlt alkoholhoz is. Három gyermeke született, két fia Garrett és Steve, valamint egy lánya Gracie. 2010-ben elvált első feleségétől, Sue-tól. 2015-ben elvette második feleségét, Sabine-t.
Befejező mozdulatai:
- Scorpion Death Drop[1][2] (Inverted DDT, sometimes preceded by a scoop lift) – 1996–present
- Scorpion Deathlock[1][2][2][2]

Főbb mozdulatai:
- Diving clothesline[2]
- Diving DDT[2]
- Diving splash[2]
- Dropkick[2][2][2]
- Inverted atomic drop[2][2]
- Knife edge chop
- Military press slam[2][2]
- One-handed bulldog[2][2]
- Powerbomb
- Running leaping elbow drop
- Slingshot crossbody
- Sleeper hold[2]
- Stinger Splash[2][2][2] – Innovated
- Tombstone piledriver[2]
- Vertical suplex,[2][2] sometimes from the top rope[2][2]
- Becenevei
  - "The Icon"[2] (TNA/WWE)
  - "The Insane Icon"[2] (TNA)
  - "The Stinger" (NWA/WCW/TNA/WWE)[1]
  - "The Franchise (of WCW)" (WCW/WWE)
  - "The Vigilante" (WWE)[3]
- Bevonuló zenéi
  - World Championship Wrestling
    - "Turbo Charged" (1989 – 1992)
    - "Man Called Sting" (1993 – 1996)[2]
    - "Crow/Sting" by Jimmy Hart (1996 – 1999)[2]
    - "Wolfpac Theme" by C-Murder and Jimmy Hart (1998; used while a member of the nWo Wolfpac)[2][2]
    - "Seek & Destroy" (Live at Woodstock 1999) by Metallica (1999 – 2001)[2]

  - Total Nonstop Action Wrestling
    - "Slay Me" by Dale Oliver (January 1, 2006 – January 23, 2014)[2]
    - "Main Event Mafia" by Dale Oliver (used while a member of the Main Event Mafia)[2]

  - WWE
    - "Out from the Shadows" by Jim Johnston[2] (November 23, 2014 – present)

## Bajnoki címek és díjak
- Jim Crockett Promotions/World Championship Wrestling
  - NWA World Heavyweight Championship (1 time)1[2]
  - NWA World Television Championship (1 time)[2]
  - WCW International World Heavyweight Championship (2 times)[2]
  - WCW United States Heavyweight Championship (2 times)[2]
  - WCW World Heavyweight Championship (6 times)[2]
  - WCW World Tag Team Championship (3 times)[2] – with Lex Luger (1), The Giant (1), and Kevin Nash (1)
  - Battlebowl Battle Royal (1991)[2]
  - European Cup (1994, 2000)[2][4]
  - Iron Man Tournament (1989)
  - Jim Crockett, Sr. Memorial Cup (1988) – with Lex Luger
  - King of Cable Tournament (1992)[2]
  - Third WCW Triple Crown Champion
- Pro Wrestling Illustrated
  - PWI Comeback of the Year (2006, 2011, 2014)[2][2]
  - PWI Match of the Year (1991) with Lex Luger vs. the Steiner Brothers at SuperBrawl
  - PWI Most Improved Wrestler of the Year (1988)[2]
  - PWI Most Inspirational Wrestler of the Year (1990)[2]
  - PWI Most Popular Wrestler of the Year (1991, 1992, 1994, 1997)[2]
  - PWI Wrestler of the Year (1990)[2]
  - PWI ranked him #1 of the top 500 singles wrestlers in the PWI 500 in 1992[2]
  - PWI ranked him #15 of the top 500 singles wrestlers of the "PWI Years" in 2003[2]
  - PWI ranked him #52 of the Top 100 Tag Teams of the "PWI Years" with Lex Luger in 2003[2]
- Total Nonstop Action Wrestling
  - NWA World Heavyweight Championship (1 time)2[2]
  - TNA World Heavyweight Championship (4 times)[5]
  - TNA World Tag Team Championship (1 time)[2] – with Kurt Angle
  - Inspirational Superstar of the Year (2007)[2]
  - TNA Match of the Year (2007) vs. Kurt Angle at Bound for Glory, October 14, 2007[2]
  - TNA Match of the Year (2009) vs. Kurt Angle at Bound for Glory, October 14, 2007[2]
  - TNA Hall of Fame (Class of 2012)[2]
- Universal Wrestling Federation
  - UWF World Tag Team Championship (3 times)[2] – with Eddie Gilbert (2) and Rick Steiner (1)
- World Wrestling All-Stars
  - WWA World Heavyweight Championship (1 time)[2]
- Wrestling Observer Newsletter
  - 5 Star Match (1991) with Brian Pillman, Rick Steiner, and Scott Steiner vs. Ric Flair, Larry Zbyszko, Barry Windham, and Sid Vicious (February 24, WarGames match, WrestleWar)
  - 5 Star Match (1992) with Nikita Koloff, Ricky Steamboat, Barry Windham, and Dustin Rhodes vs. Arn Anderson, Rick Rude, Steve Austin, Bobby Eaton, and Larry Zbyszko (May 17, WarGames match, WrestleWar)
  - Best Babyface (1992)
  - Match of the Year (1988) vs. Ric Flair at Clash of the Champions I
  - Most Charismatic (1988, 1992)
  - Most Improved (1988)
  - Worst Worked Match of the Year (1995) vs. Tony Palmore at Battle 7
  - Worst Worked Match of the Year (2011) vs. Jeff Hardy at Victory Road[2]
- WWE
  - Slammy Award for "This is Awesome" Moment of the Year (2014) – Debuting to help Team Cena defeat Team Authority at Survivor Series

## Fordítás
Ez a szócikk részben vagy egészben  a   Sting_(wrestler) című angol Wikipédia-szócikk fordításán alapul.  Az eredeti cikk szerkesztőit annak laptörténete sorolja fel. Ez a jelzés csupán a megfogalmazás eredetét és a szerzői jogokat jelzi, nem szolgál a cikkben szereplő információk forrásmegjelöléseként.